# Mesosemia ackeryi
Mesosemia ackeryi is een vlindersoort uit de familie van de prachtvlinders (Riodinidae), onderfamilie Riodininae.
Mesosemia ackeryi werd in 1997 beschreven door Brévignon.